# Penamacor
Penamacor – miejscowość w Portugalii, leżąca w dystrykcie Castelo Branco, w regionie Centrum w podregionie Beira Interior Sul. Była jedną z wielu wsi warownych zlokalizowanych wzdłuż granicy z Hiszpanią. Miejscowość jest siedzibą gminy o tej samej nazwie.

## Demografia
| Liczba ludności gminy Penamacor (1801–2011) | Liczba ludności gminy Penamacor (1801–2011) | Liczba ludności gminy Penamacor (1801–2011) | Liczba ludności gminy Penamacor (1801–2011) | Liczba ludności gminy Penamacor (1801–2011) | Liczba ludności gminy Penamacor (1801–2011) | Liczba ludności gminy Penamacor (1801–2011) | Liczba ludności gminy Penamacor (1801–2011) | Liczba ludności gminy Penamacor (1801–2011) | Liczba ludności gminy Penamacor (1801–2011) |
| ------------------------------------------- | ------------------------------------------- | ------------------------------------------- | ------------------------------------------- | ------------------------------------------- | ------------------------------------------- | ------------------------------------------- | ------------------------------------------- | ------------------------------------------- | ------------------------------------------- |
| 1801                                        | 1849                                        | 1900                                        | 1930                                        | 1960                                        | 1981                                        | 1991                                        | 2001                                        | 2004                                        | 2011                                        |
| 5 259                                       | 7 498                                       | 13 179                                      | 15 724                                      | 16 659                                      | 9 524                                       | 8 115                                       | 6 658                                       | 6 160                                       | 5 680                                       |

## Turystyka
Obiekty turystyczne:
- wzgórze zamkowe z ruinami zamku i donżonu z XII wieku, dawną kolumną sądowniczą oraz punktem widokowym
- XVI wieczny klasztor żeński Santo Antonio
- kościół Misericordia
- park miejski Jardim da República – znajdują się w nim m.in. charakterystyczne płytki ceramiczne azulejo przedstawiające najważniejsze miejsca w mieście
- muzeum miejskie

W mieście znajduje się punkt informacji turystycznej na temat pobliskich gór Serra da Malcata.

## Sołectwa
Sołectwa gminy Penamacor (ludność wg stanu na 2011 r.):
- Águas – 298 osób
- Aldeia de João Pires – 195 osób
- Aldeia do Bispo – 676 osób
- Aranhas – 353 osób
- Bemposta – 120 osób
- Benquerença – 575 osób
- Meimão – 280 osób
- Meimoa – 373 osoby
- Pedrógão de São Pedro – 500 osób
- Penamacor – 1577 osób
- Salvador – 476 osób
- Vale da Senhora da Póvoa – 257 osób